# Bubing (Ampfing)
Bubing ist ein Gemeindeteil der Gemeinde Ampfing im oberbayerischen Landkreis Mühldorf am Inn.
Das Dorf liegt in der Gemarkung Stefanskirchen an der Kreisstraße MÜ 25.
Bis 31. Dezember 1971 gehörte der Ort zur damaligen Gemeinde Stefanskirchen, die zum 1. Januar 1972 nach Ampfing eingemeindet wurde. Bei der Volkszählung 1987 wurden 49 Einwohner festgestellt. Die Zahl der Gebäude mit Wohnraum hat sich zwischen 1987 und 2017 von 13 auf 17 erhöht.